# Bathyraja schroederi
Bathyraja schroederi — редкий малоизученный вид хрящевых рыб рода глубоководных скатов семейства Arhynchobatidae отряда скатообразных. Обитают в умеренных водах юго-западной части Атлантического океана между 19° ю. ш. — 56° ю. ш. и  72° з. д. — 40° з. д. Встречаются на глубине до 3000 м. Их крупные, уплощённые грудные плавники образуют округлый диск со треугольным рылом. Максимальная зарегистрированная длина 123 см. Откладывают яйца. Не являются объектом целевого промысла.

## Таксономия
Впервые новый вид был научно описан в 1968 году как Breviraja schroederi. Вид назван в честь Уильяма Шрёдера (1895—1977), сотрудника Океанографического института Вудс Хол, за его вклад в изучение скатов. Голотип представляет собой взрослую самку длиной 128 см, пойманную у побережья Аргентины (35°43′ ю. ш. 52°43′ з. д.) на глубине 1000 м. Паратипы: неполовозрелые самка длиной 35—51,6 см, пойманные там же на глубине 800—1000.

## Ареал
Эти скаты распространены в глубоких умеренных водах Бразилии, Чили, Уругвая и Фолклендских островов. Встречаются на материковом склоне на глубине от 500 до 3000 м. У берегов Чили диапазон глубин колеблется в пределах 1000—1500 м.

## Описание
Широкие и плоские грудные плавники этих скатов образуют ромбический диск с широким треугольным рылом и закруглёнными краями. Позади глаз имеются брызгальца. На вентральной стороне диска расположены 5 жаберных щелей, ноздри и рот. Хвост длиннее диска. На хвосте пролегают латеральные складки. У этих скатов 2 редуцированных спинных плавника и редуцированный хвостовой плавник. Максимальная зарегистрированная длина 123 см. Рыло мягкое и притуплённое. Дорсальная поверхность диска гладкая и окрашена в ровный серо-коричневый цвет без отметин. Вентральная поверхность диска, включая жаберную, анальную и ротовую область полностью тёмная. Лопаточные, орбитальные и межбрызгальцевые колючки отсутствуют. Срединный ряд шипов имеется только на хвосте. Колючки небольшие, с округлыми основаниями, часто отваливаются. Хвост длинный и кнутовидный. Спинные плавники не смыкаются, между ними имеется крупный шип. У взрослых самцов аларные колючки образуют 20 радиальных ряда, по 3—5 колючек в ряду. У самцов имеются удлинённые (около 30 % от ширины диска) тонкие птеригоподии с утолщением на конце.      

## Биология
Эмбрионы питаются исключительно желтком. Эти скаты откладывают яйца, заключённые в роговую капсулу с твёрдыми «рожками» на концах.

## Взаимодействие с человеком
Эти редкие глубоководные скаты не являются объектом целевого лова.  Данных для оценки Международным союзом охраны природы охранного статуса  вида недостаточно.